# Přebor Olomouckého kraje 2017/2018
V soubojích 27. ročníku Přeboru Olomouckého kraje 2017/18 (jedna ze skupin 5. fotbalové ligy) se utkalo 14 týmů každý s každým dvoukolovým systémem podzim–jaro. Tento ročník začal v sobotu 5. srpna 2017 úvodním zápasem 1. kola a celého ročníku (1. FC Viktorie Přerov – 1. HFK Olomouc 1:2) a skončil v neděli 17. června 2018 zbývajícími dvěma utkáními 26. kola.
Lutín postup odmítl a B-mužstvo 1. HFK Olomouc postoupit nemohlo z důvodu sestupu A-mužstva z MSFL a jeho účasti v divizi v ročníku 2018/19 (záložní mužstva nemohou hrát na stejné úrovni). Do divize se tak po jedné sezoně vrací Přerov.

## Nové týmy v sezoně 2017/18
- Z Divize E 2016/17 sestoupilo do Olomouckého krajského přeboru mužstvo 1. FC Viktorie Přerov, z Divize D 2016/17 žádné mužstvo.
- Ze skupin I. A třídy Olomouckého kraje 2016/17 postoupila mužstva TJ Slovan Černovír (vítěz skupiny A) a TJ Tatran Všechovice (vítěz skupiny B).

## Nejlepší střelec
Nejlepším střelcem ročníku se stal Petr Kundrt z TJ Slovan Černovír, který vstřelil 15 branek.

## Konečná tabulka
Zdroj: 
| Poř. | Tým                       | Z  | V  | R     | P  | VG | OG | B  |
| ---- | ------------------------- | -- | -- | ----- | -- | -- | -- | -- |
| 1.   | TJ Sigma Lutín            | 26 | 18 | 3 / 1 | 4  | 69 | 28 | 61 |
| 2.   | 1. HFK Olomouc „B“        | 26 | 16 | 1 / 1 | 8  | 53 | 22 | 51 |
| 3.   | 1. FC Viktorie Přerov (S) | 26 | 15 | 2 / 2 | 7  | 56 | 28 | 51 |
| 4.   | TJ Medlov                 | 26 | 14 | 1 / 3 | 8  | 52 | 35 | 47 |
| 5.   | FC Kralice na Hané        | 26 | 11 | 4 / 2 | 9  | 42 | 42 | 43 |
| 6.   | TJ Tatran Všechovice (N)  | 26 | 8  | 6 / 2 | 10 | 58 | 40 | 38 |
| 7.   | TJ Sokol Velké Losiny     | 26 | 10 | 2 / 3 | 11 | 39 | 40 | 37 |
| 8.   | TJ Slovan Černovír (N)    | 26 | 9  | 3 / 3 | 11 | 53 | 52 | 36 |
| 9.   | SK Sulko Zábřeh           | 26 | 9  | 3 / 3 | 11 | 38 | 38 | 36 |
| 10.  | FC Želatovice             | 26 | 9  | 3 / 2 | 12 | 39 | 47 | 35 |
| 11.  | TJ FC Hněvotín            | 26 | 11 | 1 / 0 | 14 | 37 | 60 | 35 |
| 12.  | FC Dolany                 | 26 | 8  | 1 / 5 | 12 | 45 | 54 | 31 |
| 13.  | FC Dubicko                | 26 | 6  | 1 / 4 | 15 | 29 | 83 | 24 |
| 14.  | TJ Jiskra Rapotín         | 26 | 4  | 3 / 3 | 16 | 29 | 70 | 21 |

Poznámky:
- Z = Odehrané zápasy; V = Vítězství; R = Remízy; P = Prohry; VG = Vstřelené góly; OG = Obdržené góly; B = Body; (S) = Mužstvo sestoupivší z vyšší soutěže; (N) = Mužstvo postoupivší z nižší soutěže (nováček)
- Od ročníku 2016/17 včetně se hraje v Olomouckém kraji tímto způsobem: Pokud zápas skončí nerozhodně, kope se penaltový rozstřel. Jeho vítěz bere 2 body, poražený pak jeden bod. Za výhru po 90 minutách jsou 3 body, za prohru po 90 minutách není žádný bod.

|  | Postup do Divize E 2018/19                             |
|  | Sestup do I. A třídy Olomouckého kraje - sk. A 2018/19 |